# Suh Nam-pyo
Suh Nam-pyo (numele de familie: Suh) este un  inginer mecanic coreean, fost profesor universitar, inovator, al 13-lea președinte al Korea Advanced Institute of Science and Technology (KAIST).

## Date biografice
Suh Nam-pyo s-a născut la 22 aprilie 1936, în Gyeong-si, Coreea de Sud. În anul 1954 a emigrat în SUA, unde tatăl său preda la Universitatea Harvard. A fost naturalizat în SUA în anul 1963. A făcut studii liceale la Browne & Nichols School din Cambridge, Massachusetts (SUA), terminate în 1955. În anul 1955 a intrat ca student la Massachusetts Institute of Technology (MIT) din SUA. Începând din 1955 a urmat studii de masterat în cadrul aceleiași instituții, obținând calificarea de MS în inginerie mecanică, în anul 1961. Chiar din anul I i s-au încredințat sarcini de inginer la firma Guild Plastics Inc.,Cambridge, MA, cu jumătate de normă în timpul anului universitar și cu normă întreagă în timpul verii.

## Carieră
În anul 1961 a devenit angajat al unei companii din domeniul materialelor plastice, USM Corporation, Beverly, MA, contribuind la brevetarea unui nou proces de fabricație. Conducerea companiei i-a asigurat finanțarea studiilor doctorale la Universitatea Carnegie-Mellon, unde a lucrat sub îndrumarea profesorului Milton C. Shaw și a obținut titlul de Ph D  în inginerie mecanică, în 1964. A fost profesor asociat la Universitatea din Carolina de Sud, unde a lucrat între anii 1965-1968 în calitate de asistent și între anii 1968-1969 în calitate de conferențiar în domeniul ingineriei, iar din 1970 s-a aflat la MIT, în calitate de conferențiar în domeniul ingineriei mecanice. La MIT s-a remarcat prin inițierea unui consorțiu universitate-industrie și prin inițierea unor ample cercetări finanțate printr-un grant (MIT-Industry Polymer Processing Program) obținut de la National Science Foundation. A devenit profesor titular la MIT în anul 1975. A fost directorul fondator al Laboratory for Manufacturing and Productivity (Laboratorul pentru Producție și Productivitate) de la MIT. Între 1975 și 1977 a fost șef al Diviziei de Mecanică și Materiale din cadrul Departamentului de Inginerie Mecanică de la MIT. În octombrie 1984 a fost numit de președintele Ronald Reagan în calitate de responsabil cu cercetările din domeniul ingineriei în cadrul National Science Foundation, Washington D.C.(NSF), având calitatea de director adjunct al NSF pentru inginerie, lucrând aici până în anul 1988. Începând din ianuarie 1988 funcționează ca șef al Departamentului de Inginerie Mecanică al MIT, până în anul 2001.
În iunie 2006 a fost numit în funcția de președinte  al Institutului Avansat de Știință și Tehnologie din Coreea (KAIST)  și a rămas în această funcție până în anul 2013. În calitate de președinte  a decis construirea a numeroase  noi corpuri de clădiri și a înființat noi departamente și structuri de studii universitare.

## Activitatea de cercetare științifică
Profesorul Suh Nam-pyo a inițiat și a dezvoltat cercetări științifice în domeniile tribologiei, al  științei proiectării și complexității  și al aplicațiilor acestora: teoria proiectării axiomatice, teoria complexității, vehiculul electric de tip OLEV (On-line Electric Mobile), portul mobil, softul de proiectare Aclaro, metode de desalinizare, precum și  în domeniul științelor de procesare a materialelor și științelor fabricației. Alături de colaboratorii săi, a contribuit  la conceperea și materializarea a numeroase soluții tehnice remarcabile. In anul 2010, revista TIME a inclus vehiculul electric on-line (OLEV) între cele mai importante 50 de invenții ale anului. Profesorul Suh Nam-pyo este autor al peste 300 articole științifice în domeniul principiilor și metodologiilor referitoare la proiectarea axiomatică, teoria complexității, periodicitatea funcțională, teoria uzării prin delaminare (exfoliere), teorie asupra apariției frecării, teoria inovării etc, a 9 cărți, a peste 70 de brevete în SUA  și a peste 40 de brevete de invenție în Republica Coreea.

### Cărți publicate
Dintre cărțile publicate fac parte: Axiomatic Design: Advances and Applications, The Principles of Design, Fundamentals of Tribology, Complexity Theory and Applications, Mechanical Behaviour of Materials and Polymer Processing, The On-Line Electric Vehicle, Axiomatic Design of Large Systems etc. 

## Doctorate onorifice
Ca o recunoaștere a contribuțiilor sale științifice, profesorul Suh Nam-pyo a primt 10 titluri de doctor  honoris causa, din partea unor universități:
- Worcester Polytechnic Institute, SUA;
- University of Massachusetts-Lowell, SUA;
- Royal Institute of Technology, Stockholm, Suedia;
- University of Queensland, Brisbane, Australia;
- Technion -Israel Institute of Technology, Israel;
- Carnegie Mellon University, Pittsburg, SUA;
- Universitatea Babeș-Bolyai, Cluj-Napoca, România;
- Bilkent University,  Ankara, Turcia;
- Universidade Nova de Lisboa, Lisabona, Portugalia;
- Universitatea Tehnică „Gheorghe Asachi” din Iași, România.